# 中華民國—美國關係史 (馬英九時期)
本條目是中華民國與美利堅合眾國在馬英九擔任中華民國總統時，雙邊之關係史。

## 第一任期（2008年5月20日－2012年5月20日）
2008年3月22日，中國國民黨候選人馬英九當選中華民國總統，美國總統小布希發布賀電，表示這次總統大選過程順利，深具民主自由意義，可喻為「台灣是亞洲、世界的民主燈塔」。
2008年5月20日，總統當選人馬英九、副總統當選人蕭萬長宣誓就職，美國慶賀團團長為前白宮幕僚長卡德，卡德帶了一封總統小布希的信件給馬英九，而馬英九也託慶賀團帶了一封信件給小布希。
2008年9月18日，美國駐聯合國代表團第一次以聲明方式明確「支援台灣有意義參與聯合國專門機構」，該聲明指出為配合美國的一個中國政策，美國支援台灣參與不需要國家資格就能成為會員的組織。10月4日，美國國防部宣布對台軍售改善中華民國的防衛能力，維持政治穩定，但不會改變地區軍事平衡，強調這六份軍售合約符合《台灣關係法》規定。
2009年4月，對於台灣獲邀成為第62屆世界衛生大會（WHA）觀察員，美國國務院代理發言人伍德（Robert Wood）在例行記者會表達美方歡迎世界衛生組織（WHO）邀請台灣以「中華臺北」（Chinese Taipei）的名稱與觀察員的身分參與大會，並期盼臺灣的公共衛生經驗能為國際社會帶來更多助益。
2009年5月，關島總督卡瑪丘夫婦率團抵台訪問，並會見中華民國總統馬英九。卡瑪丘表示此次出訪是「official state visit」。
2009年6月，中華民國總統馬英九參加薩爾瓦多卸任總統薩卡的國宴，和美國國務卿希拉蕊·柯林頓短暫交流。

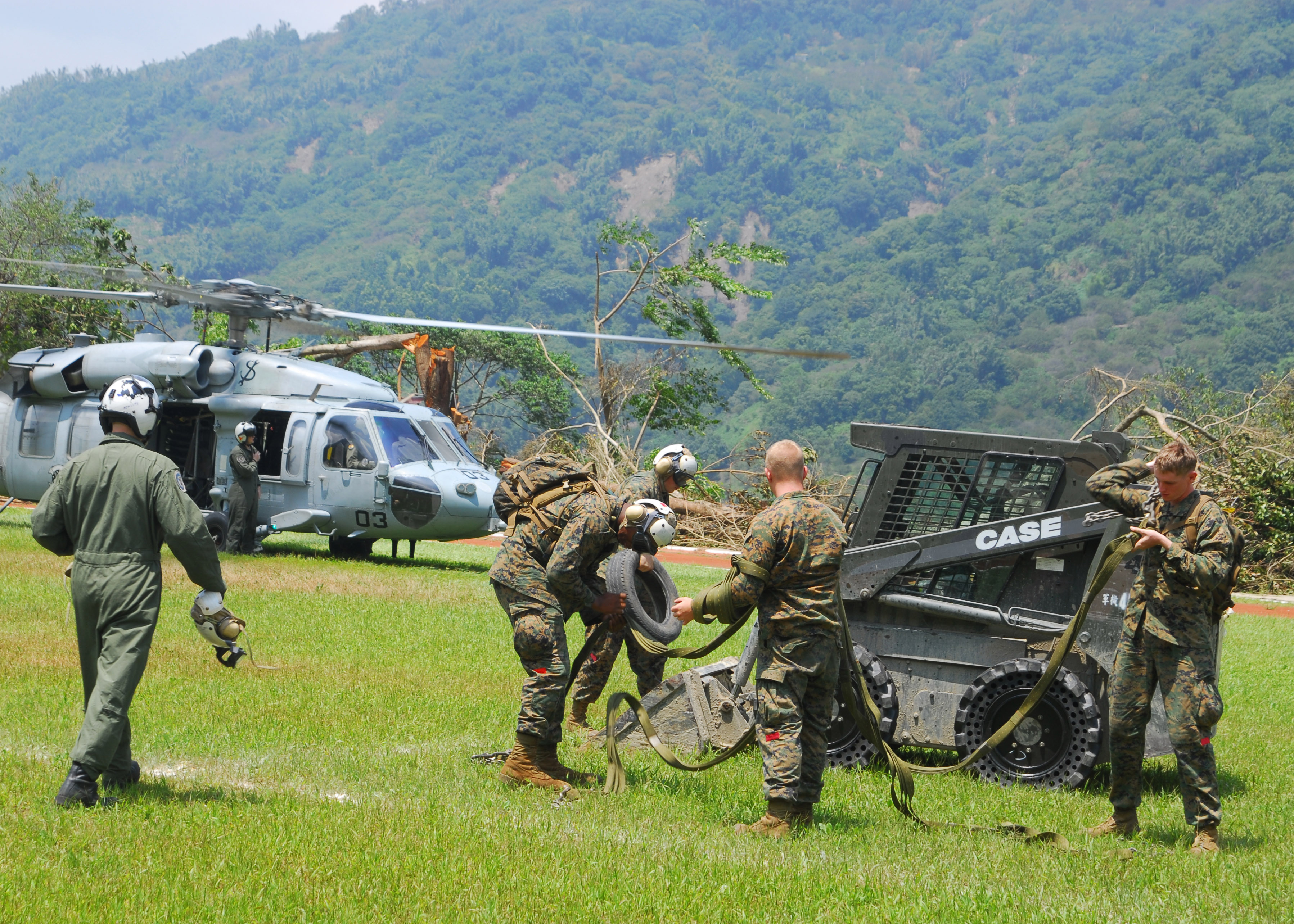
八八風災期間，美國海軍MH-53E海龍直升機及美國海軍陸戰隊隊員飛抵臺灣高雄縣三民鄉民權村（現高雄市那瑪夏區）運送物資，攝於2009年8月19日。

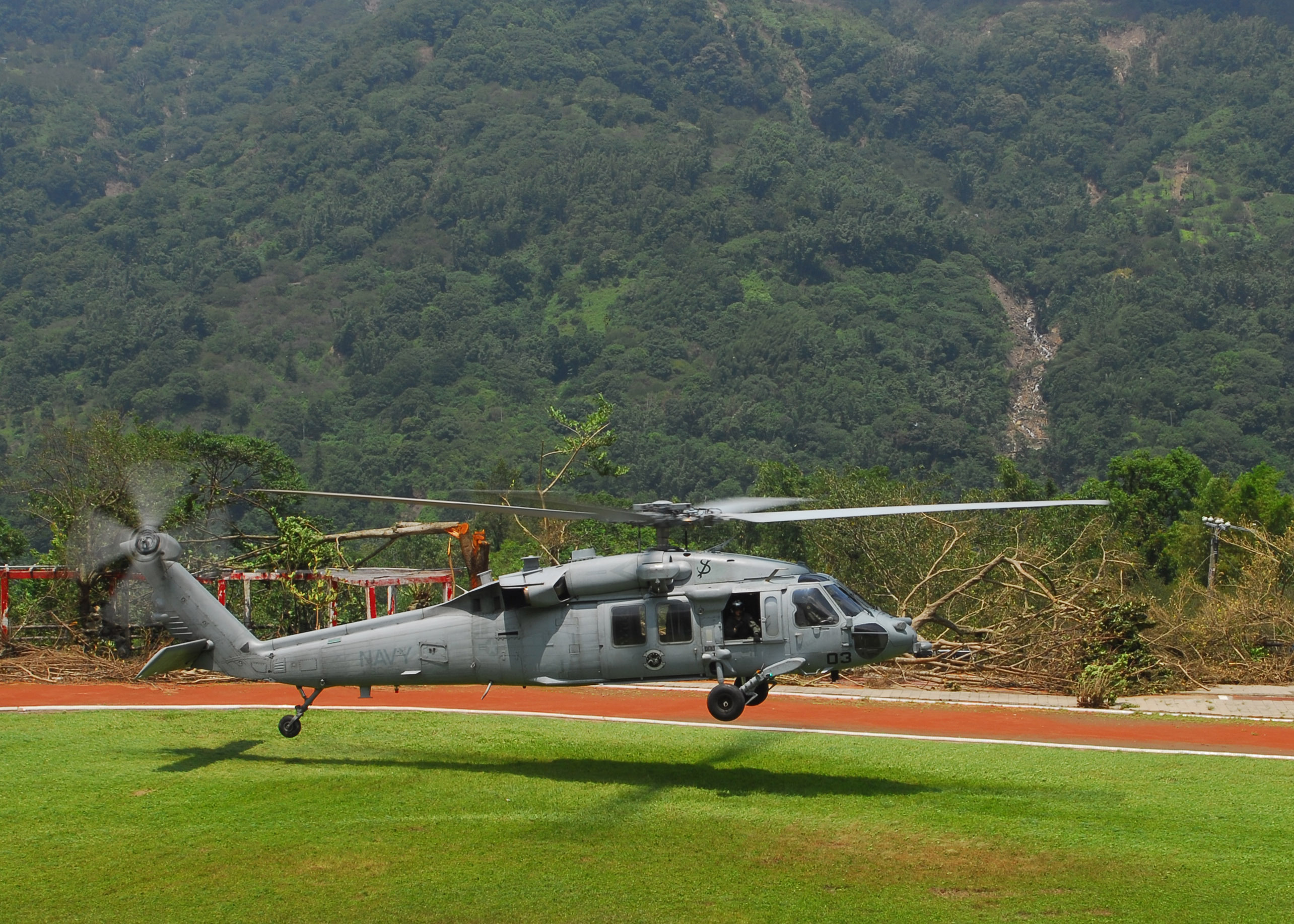
美國海軍MH-60S騎士鷹直升機自臺灣高雄縣民權村的臨時起降區升空，攝於2009年8月19日。

2009年8月，台灣南部發生水災，美國隨即捐款25萬美元，總統歐巴馬並派遣美軍現役C-130運輸機自琉球美軍基地多次運送救援物資，並派遣美軍兩棲運輸艦丹佛號搭載軍用吊重直昇機協助救災，是美國與中華民國斷交後三十年以來首度有美軍軍機抵達台灣，在七天裡美軍救災任務中總共出動有75架次。
2010年1月，海地發生大地震，中華民國國軍的C-130運輸機首度越洋跨國投入物資運送行列，C-130運輸機在離開台北飛航情報區後，即由美國太平洋司令部航管導引進入美國本土，並前往海地及多明尼加。
2010年1月29日，歐巴馬政府首次出售武器給中華民國。
2010年9月22日，美國國務卿希拉蕊·柯林頓在國務院網站發表聲明，代表美國人民對凡那比颱風在台灣南部地區造成之蹂躪及生命損失表示遺憾，美方並對受此悲劇影響之民眾及所有臺灣人民致上誠摯慰問之意。
2010年11月15日，美國前總統克林頓搭乘專機訪台，中華民國總統馬英九、副總統蕭萬長、行政院長吳敦義、外交部長楊進添、臺北市長郝龍斌皆出席台北國際會議中心的歡迎晚宴，克林頓此行並發表「預瞻台灣2010年起經濟前景及方向」演講。
2010年12月至2011年1月，美國在臺協會於中華民國國家圖書館展出“1950~1980美國人在台灣的足跡”。
2011年3月，因應東日本大地震及福島第一核電站事故，將在日本的美國公民及外交官員撤僑到臺灣及韓國作為「過境」地點。
2011年10月4日，美國國務院東亞暨太平洋事務局助理國務卿坎博重申對《台灣關係法》及「六項保證」之承諾。
2011年12月，美國國際開發總署署長沙赫訪台。同月22日，美國在台協會代表美國政府正式宣布台灣成為美國免簽證計畫候選成員。
2011年，維基解密資料顯示美國在台協會在中華民國政治界扮演實質臺灣總督府的角色，因為臺灣政治人物都非常信任及重視美國在台協會，而且多數臺灣人亦認可美國在台協會的權威。
2012年1月14日，馬英九連任中華民國總統，美國總統歐巴馬發布賀電，表示「台灣已證明自己是亞洲最偉大的成功故事之一 。」兩岸和平與穩定有利於美台關係。美國國務院發言人盧嵐亦表示這次選舉結果是台灣民主選舉的最新里程碑，「我們與台灣人民共同分享因兩岸和平穩定而產生的深遠利益。」
2012年1月19日，美國總統歐巴馬簽署《建立簽證、國際旅客處理目標、旅遊業與競爭力專責小組》行政命令，正式提名台灣免簽證；若台灣成為免簽證成員，台灣民眾可以免簽證入境美國停留90天，從事商務及旅遊。
2012年2月，馬英九政府考慮重啟含有瘦肉精的美國牛肉進口，民主進步黨質疑馬政府以此換取選前美國對台美貿易暨投資架構協定、美簽承諾的具體落實。

## 第二任期（2012年5月20日－2016年5月20日）
2012年5月20日，總統當選人馬英九、副總統當選人吳敦義宣誓就職，美國慶賀團團長為前白宮幕僚長戴利，慶賀團成員包括前副國務卿史坦柏格、前國務院政策計畫處長史洛德女士、美國在台協會主席薄瑞光等；美國聯邦眾議院外交委員會主席羅斯蕾緹南亦率團搭乘美國行政專機參加就職国宴，是歷年美國國會出席中華民國總統就職活動層級最高、團員陣容最大的慶賀團。
2012年8月，美國國務院經濟暨商業事務局助理國務卿費南德茲訪台。
2012年10月2日，美國政府宣布台灣成為美國第37個授與免簽證成員，亦為亞太地區第七個前往美國免簽證成員。
2013年6月，美國參、眾兩院以壓倒性票數通過了支持台灣成為國際民航組織（ICAO）觀察員的法案，此案要求國務卿訓令美國駐ICAO代表團提案支持。7月，總統歐巴馬簽署此案。
2013年8月，總統馬英九率團赴巴拉圭出席新任正副總統就職典禮，在過境美國紐約時，除了參觀九一一國家紀念博物館、重返母校紐約大學外，並成為紐約中華公所成立百餘年來，首度造訪的中華民國元首。
2014年3月，美國國務院東亞暨太平洋事務局副助理國務卿史雯珊與國際組織事務局副助理國務卿庫克（Nerissa J. Cook）、4月，美國環保署長麥卡錫、11月，國務院經濟暨商業事務局首席副助理國務卿唐偉康相繼訪台。
2015年1月1日，中華民國駐美國代表處於華盛頓哥倫比亞特區的雙橡園举行元旦升旗仪式。中华人民共和国随即向美国提出抗议。美国国务院则表示其事先不知情，且对台湾方面这种行为感到失望，并说美方希望台湾确保这类事件的不会再发生，将被列为其在美台关系的优先项目。
2015年4月1日，美國海軍陸戰隊航空部隊的兩架F-18戰鬥機從日本的沖繩基地起飛在台灣東北部公海進行例行巡航，在其發現出現機械問題後，迫降於台南機場進行維修。4月2日晚間，美軍C-130運輸機亦裝載人員及零件飛抵台南機場予以支援。為雙方斷交三十多年來首度有美軍戰鬥機降落在台灣，引起各界討論。
2015年5月29日，民主進步黨總統候選人蔡英文訪美，期間參訪白宮及國務院，高於以往中華民國總統候選人訪美拜會的最高層級。
2015年5月31日，美國國務院經濟暨商業事務局助理國務卿芮福金訪台。
2015年9月2日，中華民國駐美代表沈呂巡在兩國斷交36年後，首度受邀出席在華盛頓哥倫比亞特區國家廣場第二次世界大戰紀念碑前舉行的「同盟國對日作戰勝利70週年紀念」（V－J Day）活動，並致獻有中華民國國徽的花圈。此活動由美國國家公園管理局和華府「二戰紀念碑之友會」聯合舉辦，原先也邀請中華人民共和國駐美大使崔天凱，但大使館人員發現主辦單位在獻花儀式為「駐美國台北經濟文化代表處」準備的花圈掛上國徽，一方面要求主辦單位拿掉國徽，另一方面回報大使館。在獻花儀式開始前，經持續交涉沒有結果，最後大使館人員一起離開，崔天凱也始終未現身。
2015年11月2日，美國眾議院以392票贊成、無人反對之票數，通過支持台灣以觀察員身分參與國際刑警組織（INTERPOL）法案。2016年3月18日，由總統歐巴馬簽署。
2015年11月10日，中國國民黨總統候選人朱立倫訪美，期間參訪白宮及國務院。
2015年11月18日，前副總統蕭萬長第三度代表總統馬英九以領袖代表身分出席亚太经济合作组织（APEC）领导人非正式会议，在領袖國宴上與中共中央總書記習近平交談5分鐘以上，隨後美國總統歐巴馬也加入對話，促成美中台三方領袖代表首度公開對話，蕭當面向兩人表達台灣想要加入跨太平洋夥伴協定（TPP）的意願，白宮的Medium官方帳號介紹美國總統歐巴馬日前結束的歐亞行，文章以APEC時的「蕭歐習會」為主照，稱呼蕭為台灣前副總統蕭萬長（former Vice President Vincent Siew of Taiwan）。
2015年11月20日，美國國務院東亞暨太平洋事務局主管澳大利亞、紐西蘭及太平洋島國事務副助卿兼APEC資深代表馬志修訪台。
2015年11月22日，美國總統歐巴馬出席美國與東南亞國家協會及東亞峰會，在馬來西亞吉隆坡的記者會上談及國際反恐時說，反伊斯蘭國聯盟在亞太地區包括澳洲、加拿大、日本、馬來西亞、紐西蘭、新加坡、韓國及台灣。目前台灣主要為在中東地區人道援助，但無參與相關軍事行動，中華民國外交部感謝歐巴馬肯定台灣國際人道援助貢獻。23日，全球65個對抗伊斯蘭國同盟的成員國齊聚美國國務院討論反恐行動，台灣是由駐美副代表層級以上的官員與會，會中除了檢視反恐行動的進度，也討論同盟國如何強化並擴大對抗伊斯蘭國的作為，包括增加對伊拉克和敘利亞境內IS的空襲行動、協助敘利亞鄰邦防衛邊界、增加資訊分享和情報合作、支持伊拉克政府訓練軍警、提供經費以增加對敘利亞和伊拉克民眾的人道支援。25日武裝組織「伊斯蘭國」發布最新影片《沒有停歇》（No Respite），列出了60個反伊斯蘭國全球盟軍的國旗，其中也包括中華民國國旗，而且擺在美國國旗旁邊。
2016年1月12日，美國總統歐巴馬進行任內最後一次發表国情咨文演說，歐巴馬在介紹美國領導65個對抗恐怖組織伊斯蘭國的盟友時，白宮官網直播的畫面右方，出現了65個與美國攜手合作打擊恐怖主義的國家，中華民國國旗就出現在白宮直播的畫面中。
2016年1月16日，民主進步黨候選人蔡英文當選中華民國總統，美國白宮國家安全會議發言人柯更斯（Myles Caggins）、國務院發言人柯比分別發表聲明恭喜蔡英文贏得總統大選，也恭喜台灣人民再次展現了其活躍民主制度的力量。
2016年3月，美國國務院國際組織事務局副助理國務卿庫克、經濟暨商業事務局首席副助理國務卿唐偉康抵台訪問。
2016年5月16日，美國眾議院以口頭無異議方式通過《88號共同決議案》；7月7日，参议院也通過《38号共同决议案》表达参众两院共同意见，完成国会的法律程序将「六项保证」诉诸文字，以书面形式表述总统里根1982年对台湾提出的口头保证。重申《台湾关系法》及「六项保证」两者皆为美台关系的基石、敦促美国总统及国务卿“公开、主动并始终如一地确认「六项保证」是美台关系的基石”。但共同决议案旨在表达国会立场，无须总统签署生效，也不具备法律拘束力。
2016年5月18日，美國眾議院通過《2017年國防授權法》，當中包含邀請台灣參與環太平洋軍事演習，提升美台軍事高層交流，以及明確說明對台軍售進度等多項修正案。

## 美國對台軍售
| 宣布日期       | 項目 | 價值 美元 | 備註            |
| -------------- | --- | --------- | --------------- |
| 2008年10月3日  | 愛國者飛彈發射組4套、愛國者PAC-3型飛彈330枚、UGM-84L魚叉反艦飛彈block 2型32枚、AH-64E阿帕契直昇機30架、E-2空中預警機升級。                                                                            | 64.45億   | [ 56 ]          |
| 2010年1月30日  | 愛國者飛彈發射組2套、UH-60黑鹰直升机60架、鶚級獵雷艦2艘、魚叉遙測訓練飛彈12枚、戰術數位資訊鏈路多功能資訊分發系統終端機35具。                                                                         | 63.94億   | [ 56 ]          |
| 2011年9月21日  | F-16A/B型戰鬥機升級為F-16V型戰鬥機，以及F-16A/B型戰鬥機、F-5E戰鬥機、C-130力士型運輸機零附件146套、美國路克空軍基地飛行員培訓續約。                                                                   | 58.52億   | [ 56 ] [ 註 1 ] |
| 2015年12月16日 | 派里級巡防艦2艘、AAV-7兩棲突擊車36輛、FIM-92刺針便攜式防空飛彈250枚、BGM-71拖式2B型飛彈769枚、FGM-148標槍飛彈、方陣近迫武器系統、多功能資訊分發系統終端機增購、獵雷艦戰系（商售）、迅安系統後續支援。 | 18.31億   | [ 56 ] [ 58 ]   |